# Stara Jabłonna-Kolonia
Stara Jabłonna-Kolonia – część wsi Stara Jabłonna w Polsce, położona w województwie mazowieckim, w powiecie sokołowskim, w gminie Jabłonna Lacka.
W latach 1975–1998 miejscowość administracyjnie należała do województwa siedleckiego.